# William Petersson
Reinhold William Eugen Petersson (Sandby, 6 ottobre 1895 – Kalmar, 10 maggio 1965) è stato un lunghista e velocista svedese, vincitore della medaglia d'oro nel salto in lungo ai Giochi olimpici di Anversa 1920.

## Biografia
Vincitore di quattro titoli nazionali nel salto in lungo tra il 1918 e il 1924, ai Giochi olimpici di Anversa 1920 vinse la medaglia d'oro battendo lo statunitense Carl Johnson e il connazionale Erik Abrahamsson e divenendo il primo atleta europeo a vincere il titolo olimpico nella specialità, fino a quel momento sempre appannaggio di atleti statunitensi. Nella stessa rassegna olimpica conquistò anche la medaglia di bronzo nella staffetta 4×100 metri, precedendo nell'occasione il quartetto britannico del futuro campione olimpico dei 100 metri piani Harold Abrahams.

## Palmarès
| Anno | Manifestazione  | Sede    | Evento         | Risultato | Prestazione | Note |
| ---- | --------------- | ------- | -------------- | --------- | ----------- | ---- |
| 1920 | Giochi olimpici | Anversa | Salto in lungo | Oro       | 7,15 m      |      |
| 1920 | Giochi olimpici | Anversa | 4×100 m        | Bronzo    | 42"8        |      |